# 波莉·斯旺
波莉·斯旺（英語：Polly Swann，1988年6月5日—），英国女子赛艇运动员。她曾代表英国参加2016年和2020年夏季奥林匹克运动会赛艇比赛，其中2016年奥运会获得一枚银牌。